# Lars Lukas Mai
Lars Lukas Mai (født 31. marts 2000) er en tysk professionel fodboldspiller, som spiller for den Schweiziske Super League-klub Lugano.